# Mošeja Džuma, Baku
Mošeja Džuma (azerbajdžansko Cümə məscidi), ali Petkova mošeja je mošeja v Bakuju v Azerbajdžanu.
Napis na mošeji navaja, da je "Amir Šaraf al-Din Mahmud ukazal obnovo te mošeje v mesecu radžab (julij) leta 1309". Na severni steni mošeje je bil leta 1437 postavljen minaret z balkonom, ki ga podpirajo kapniki.
Mošeja, ki se nahaja v zgodovinski četrti Ičeri Šeher, je bila večkrat obnovljena. Sedanja petkova mošeja je bila zgrajena leta 1899 s financiranjem bakujskega filantropskega trgovca Hadžija Šiklalija Dadašova. Na mestu so ostanki zoroastrskega templja.
V kulturnem življenju srednjeveškega Azerbajdžana je katedralna mošeja služila kot družbeno-kulturno središče.

## Zgodovina
Mošeja Džuma je bila zgrajena v 12. stoletju. Prefinjena zasnova mošeje kaže, da je bila zgrajena v več fazah. Njeni glavni deli so bogoslužna dvorana v južnem delu in minareti na severu. Med dvorano za bogoslužje in minareti so majhna dvorišča. Najstarejši del mošeje je bogoslužna dvorana kvadratne oblike. Prostor je podoben kioskovim mošejam iz seldžuškega obdobja. Njeno kritje je bilo arhaično. Glede na zunanjost je bila ta kupola zgrajena v slogu maraghovsko-nahčivanske arhitekturne šole, ki je delovala v 12. stoletju.
Ornamentalni motivi, ki pokrivajo zgornji del kupole, se pojavljajo v arhitekturnih spomenikih seldžuškega obdobja, kot so minareti v Šamkirju, kompleks Garabagh in Atabeklar, grobnica Maragha Red Gumbez (kupola) itd.
Nekateri znanstveniki, med katerimi je najbolj izstopal Andrej Pavlinov, so menili, da je bila Džumova mošeja zgrajena na ostankih templja častilcev ognja.

#### Minaret
Leta 1437 so na severni steni mošeje zgradili minaret v obliki stalaktita, ki je vernike pozival k namazu. Na napisu, ki so ga našli pri arheoloških izkopavanjih minareta, je bilo vklesano besedilo žalostinke Mohameda Olkajtuna, vodje Elkanov.

#### Delovanje kot medresa
Prostori mošeje Džuma so bili zgrajeni v 15. stoletju za izobraževalne namene na dvorišču mošeje. V devetnajstem stoletju so bile celice mošeje uničene zaradi širitve ulice A. Zeynalli in gradnje ceste, ostala pa je le ena, da bi jo uporabljali kot medreso.

### Gradnja Džumove mošeje
Džumovo mošejo je leta 1899 na ostankih mošejezgradil bakujski milijonar in človekoljub Hadži Šejkali Agha Dadašov.
V sovjetskem obdobju je mošeja delovala kot muzej preprog. Mošeja, ki je v devetdesetih letih dvajsetega stoletja ponovno začela delovati kot mošeja, je bila obsežno popravljena na stroške državnega proračuna.
Bogoslužna dvorana kvadratne oblike s štirimi stebri v osrednjem delu mošeje in majhna kupola sta glavna sestavna dela mošeje. V arhitekturi stavbe so bili uporabljeni orientalski in evropski klasični motivi. Za portal so značilne tipične značilnosti azerbajdžanske arhitekture: kamnite skulpture, nacionalni vzorci, umetniški epigrafi itd.
Leta 2008 so gradbeni strokovnjaki, arhitekti in umetniki mošejo v celoti obnovili, namestili so ogrevalne sisteme in razsvetljavo. Na stenah mošeje so bili ročno izdelani ornamenti, vgravirane so bile sure iz Korana in napisana imena petih članov Ahl al-Bayta, ki so v islamu sveti. 